# 脱氢表雄酮
脱氢表雄酮（Dehydroepiandrosterone，DHEA）又称去氫異雄固酮，是一种内源性的甾体激素，其主要由肾上腺分泌，同时也由性腺和大脑分泌。它是人体外周循环中的最常见的甾体激素。